# Эль-Мирза (царевич Кахетии)
Эль-Мирза, он же Элимурза (груз.: ელ-მირზა, ელიმურზა; род. до. 1532 — ум. 1580) — грузинский царевич (батонишвили) кахетинской ветви династии Багратионов.

## Биография
Эль-Мирза родился от второго брака Левана, царя Кахетии с дочерью шамхала Тарки. После смерти Левана в 1574 году Эль-Мирза выдвинул претензии на трон Кахетии. Его старший брат и наследник Левана, царевич Георгий, был убит в 1561 году в битве с сефевидской армией, а его старший сводный брат, Александр, был отвергнут Леваном.
После смерти отца, Элимурза и его братья, Хосро и Вахтанг (сыновья царевича Георгия) захватили контроль над Кахетией.
Александр быстро отреагировал на это, короновав себя как царь в Бодбийском монастыре с помощью лояльных ему кахетинцев. Кроме того, он заручился поддержкой своих родственников из соседнего Картлийского царства, правитель которого, Дауд-хан (1562/1569-1578), послал армию под командованием князя Бардзима Амилахвари, тестя Александра, и Элизбара, эристава Ксани.
Столкнувшись с интервенцией, царевич Элимурза и его братья увидели, как их войска перешли на сторону Александра, и были вынуждены полагаться на поддержку шамхала и лезгин, но потерпели поражение в битве при Торги.
Согласно грузинскому историку XVIII века Вахушти Багратиони, три брата были убиты в этом противостоянии, но Элимурза, по-видимому, умер в 1580 году.

## Семья
Царевич Элимурза был женат на некой Кетеван, от которой у него был сын Иовел (ум. 1580).